# Todd Howard

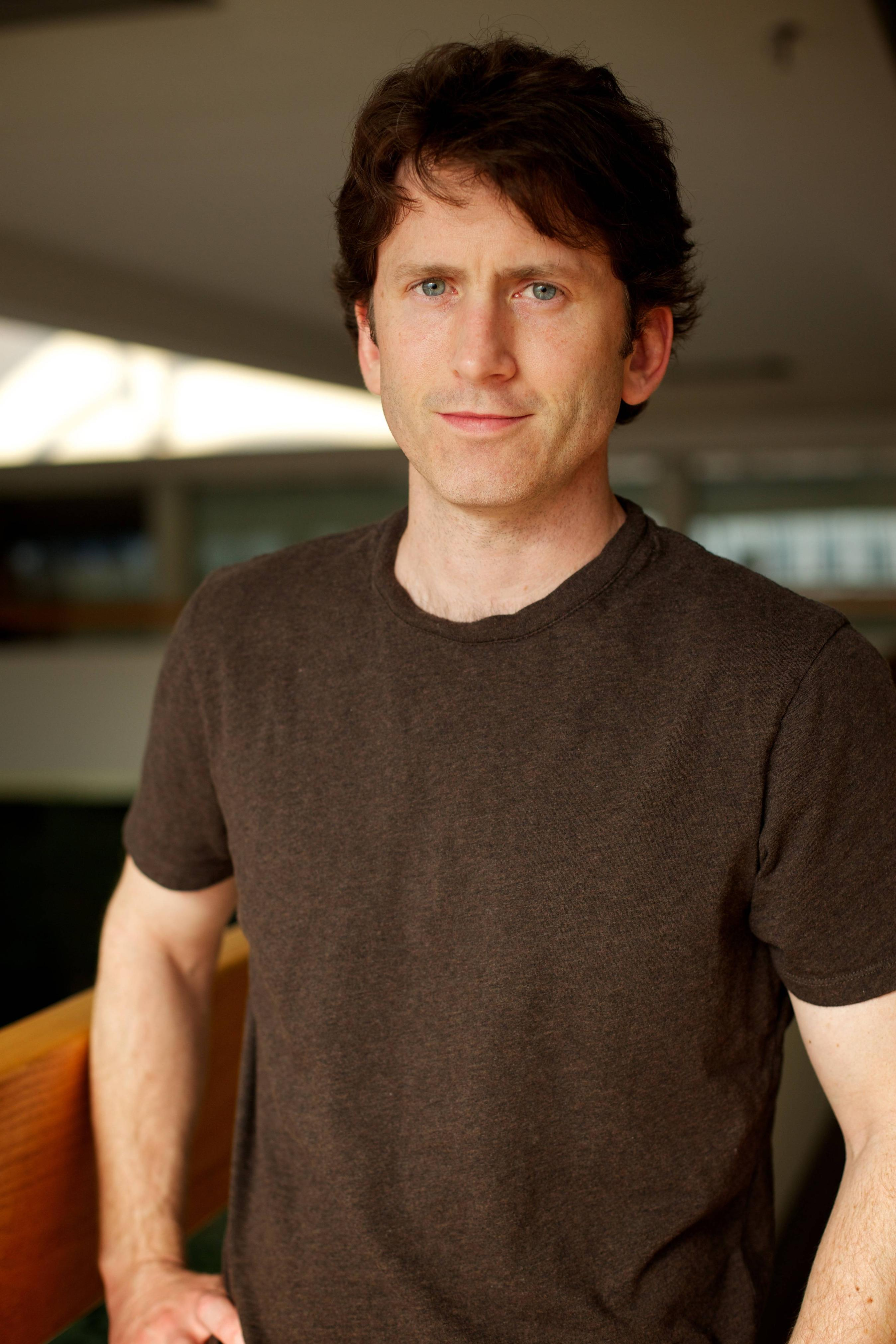
Todd Howard (2010)

Todd Howard (* 25. April 1971 in Lower Macungie Township, Pennsylvania) ist ein US-amerikanischer Computerspielentwickler. Er ist Game Director und Executive Producer für Bethesda Game Studios, wo er für die Entwicklung der Fallout- und Elder-Scrolls-Serien verantwortlich ist. Das US-amerikanische Spielemagazin GamePro zählte ihn 2009 zu den 20 einflussreichsten Personen der Computerspielindustrie der letzten 20 Jahre. Ebenfalls 2009 wurde er von IGN zu den 100 bedeutendsten Spieleentwicklern gezählt.

## Karriere

### Ausbildung
Todd Howard wurde in Lower Macungie Township im Lehigh County (Pennsylvania) geboren und entwickelte bereits in jungen Jahren Interesse für Computer, insbesondere für Computerspiele. Er bezeichnete Wizardry und Ultima III als seine Einflussquellen für seine kommenden Spiele. Er schloss 1989 seine Schulausbildung an der Emmaus High School in Emmaus (Pennsylvania) ab. Obwohl er als Spieleentwickler arbeiten wollte, schloss er 1993 ein Studium am The College of William & Mary in Williamsburg (Virginia) mit einem zweifachen Major in Ingenieurswesen und Finanzen ab, da „es wie der einfachste Weg aussah, um durch das Studium zu kommen“. Nachdem er Wayne Gretzky Hockey 3 gespielt hatte, bewarb er sich in einem Bethesda-Büro, das auf seinem täglichen Weg zwischen seinem Wohnort und der Schule lag, um eine Stelle. Er wurde abgelehnt und aufgefordert, es nach Abschluss seines Studiums noch einmal zu probieren, wurde aber ein weiteres Mal abgelehnt.

### Tätigkeit für Bethesda Softworks
Howard wurde schließlich 1994 von Bethesda Softworks angestellt. Zu seinen ersten Entwicklungsarbeiten zählten seine Aufgaben als Produzent und Designer von The Terminator: Future Shock und The Terminator: SkyNET.
Howard kam erstmals mit The Elder Scrolls während der Entwicklung von The Elder Scrolls II: Daggerfall in Berührung, das 1996 erschien. Für den 1998 veröffentlichten Ableger The Elder Scrolls Adventures: Redguard fungierte er bereits als Projektleiter und Designer. Howard wurde schließlich auch Projektleiter und Designer für The Elder Scrolls III: Morrowind sowie dessen Download-Erweiterungen und ebenso für The Elder Scrolls IV: Oblivion.
Für das im Anschluss entwickelte Fallout 3 übernahm er die Aufgabe des Game Directors und Executive Producers. Es folgte der 2011 veröffentlichte, fünfte Teil der Elder-Scrolls-Serie, Skyrim, der hohes Kritikerlob erhielt.
Howard ist regelmäßig Gastsprecher auf Branchenveranstaltungen. Seine Spiele sind Thema sowohl in allgemeinen Presseformaten wie Newsweek, CNN, USA Today und The Today Show, als auch Magazinen weltweit.

## Designphilosophie
Bei seinen Vorträgen auf den Fachkonferenzen DICE Summit 2009 und 2012 stellte Howard seine drei Grundregeln der Spieleentwicklung vor:
- Großartige Spiele werden gespielt, nicht gemacht. – „Du kannst das beste Designdokument der Welt haben und du wirst trotzdem 90 Prozent davon wieder abändern, sobald du das Spiel spielst.“
- Halte es einfach. – „Etwas richtig zu machen benötigt Zeit, mehr Zeit als du glaubst. Wenn einfache Systeme zusammenarbeiten, erschafft das eine Komplexität, die der Spieler wertschätzen kann.“
- Definiere die Spielerfahrung – „Definiere dein Spiel nicht durch eine Aufzählungsliste … Definiere es anhand der Erfahrung, die du den Leuten vermitteln willst.“[5]

Er riet Entwicklern außerdem, demografische Vorhersagen oder Statistiken zu Installationsbasis zu ignorieren und stattdessen der eigenen Leidenschaft zu folgen, denn „wenn die Installationsbasis wirklich maßgeblich wäre, würden wir alle Brettspiele entwickeln, denn es gibt sehr viele Tische“. Howard bezeichnete Bethesdas Philosophie für The Elder Scrolls damit, dass es den Leuten erlauben solle „ein anderes Leben in einer anderen Welt leben zu können“.

## Ludografie
- The Terminator: Future Shock (1995)
- The Terminator: SkyNET (1996)
- The Elder Scrolls II: Daggerfall (1996)
- The Elder Scrolls Adventures: Redguard (1998)
- The Elder Scrolls III: Morrowind (2002)
- The Elder Scrolls Travels: Shadowkey (2004)
- The Elder Scrolls IV: Oblivion (2006)
- Fallout 3 (2008)
- The Elder Scrolls V: Skyrim (2011)
- Fallout 4 (2015)
- Fallout 76 (2018)
- The Elder Scrolls: Blades (2018)
- Starfield (2023)[8]